# Els Sterckx

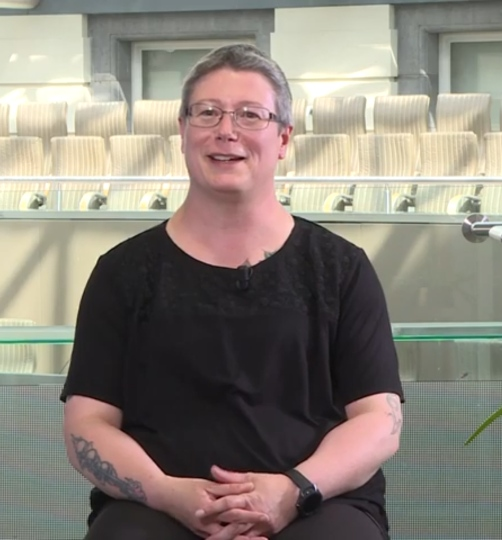
Els Sterckx, 2019

Els Sterckx (Herentals, 31 januari 1972) is een Belgisch Vlaams-nationalistisch politica voor het Vlaams Belang.

## Levensloop
Sterckx behaalde in 1990 het diploma van verpleegaspirante in het technisch secundair onderwijs en in 1993 het diploma van ambulancier aan de Koninklijke School van de Medische Dienst. Van 1993 tot 1996 was ze beroepsmilitair en van 2000 tot 2008 administratief medewerker. Nadat ze het diploma van hondenkapster behaalde, opende Sterckx in 2010 een hondenkapsalon.
Voor het toenmalige Vlaams Blok werd ze begin 2003 gemeenteraadslid van Herentals, wat ze bleef tot eind 2006. Vervolgens was Sterckx van 2007 tot 2012 OCMW-raadslid van de gemeente. Sinds maart 2015 is ze opnieuw gemeenteraadslid van Herentals en sinds 2018 is ze er fractievoorzitter voor het Vlaams Belang.
Bij de Vlaamse verkiezingen van 26 mei 2019 werd Els Sterckx voor het Vlaams Belang verkozen als Vlaams Parlementslid, als verkozene voor de kieskring Antwerpen. Als Vlaams Parlementslid werd ze vast lid van de commissies Economie, Werk, Sociale Economie, Wetenschap en Innovatie en Brussel, Vlaamse Rand en Dierenwelzijn en ging ze zich vooral toeleggen op dierenwelzijn. Op 9 juni 2024 werd zij herkozen en in de legislatuur 2024-2029 werd Sterckx opnieuw lid van de commissie Brussel, Vlaamse Rand en Dierenwelzijn.